# Placodioid korstmos
Een placodioid korstmos (ook: placoid korstmos of placodiomorf korstmos) is een korstmos waarvan de groeivorm van het thallus in het midden korstvormig is maar aan de buitenrand lobben vormt. Het is een specifieke groeivorm die wordt onderscheiden binnen de korstvormige korstmossen.
Korstmossoorten met een placodioide groeivorm vindt men op solide substraattypen zoals steen, hardhout en schors van levende bomen.

## Fotogalerij

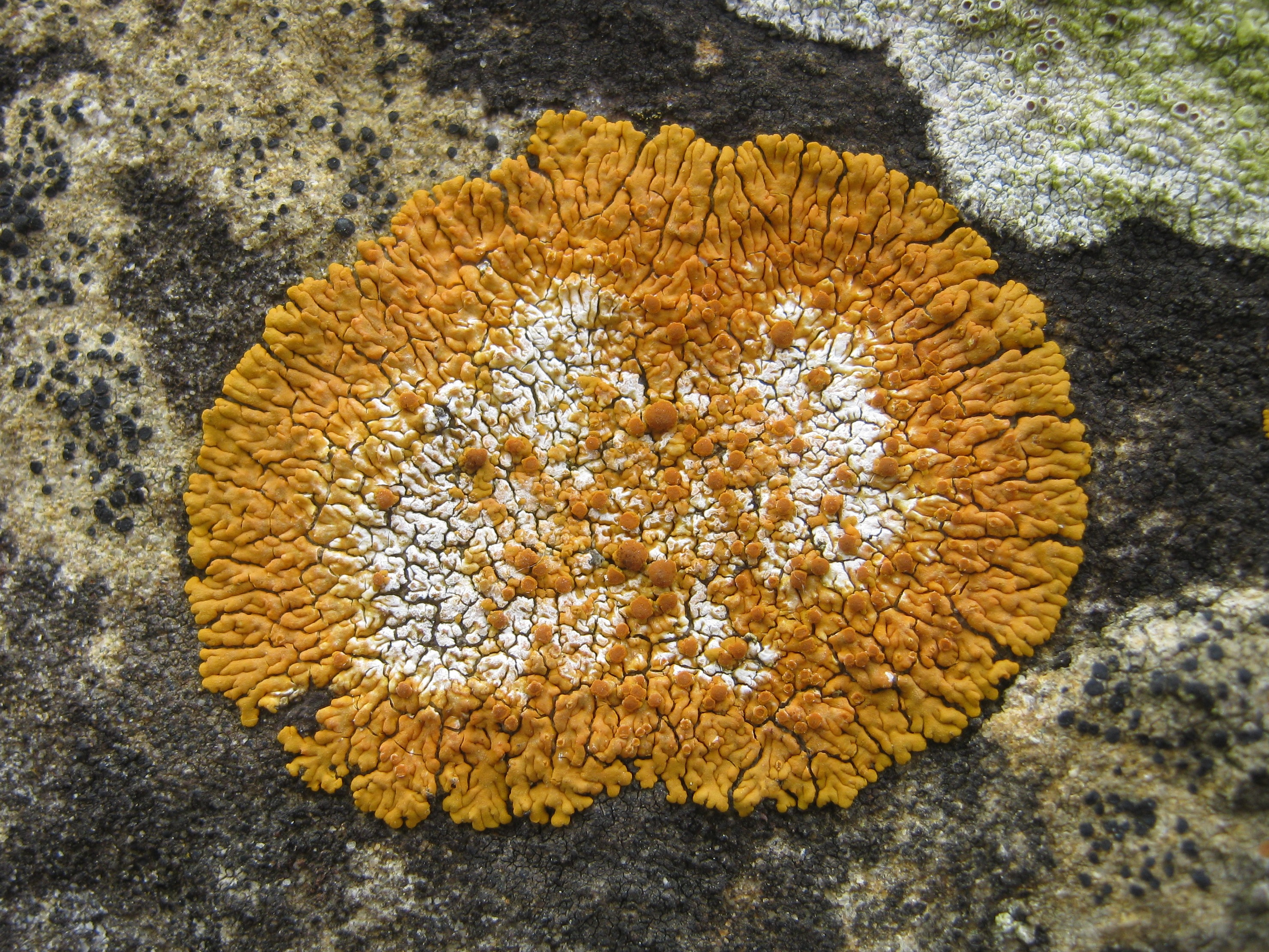
Gelobde citroenkorst
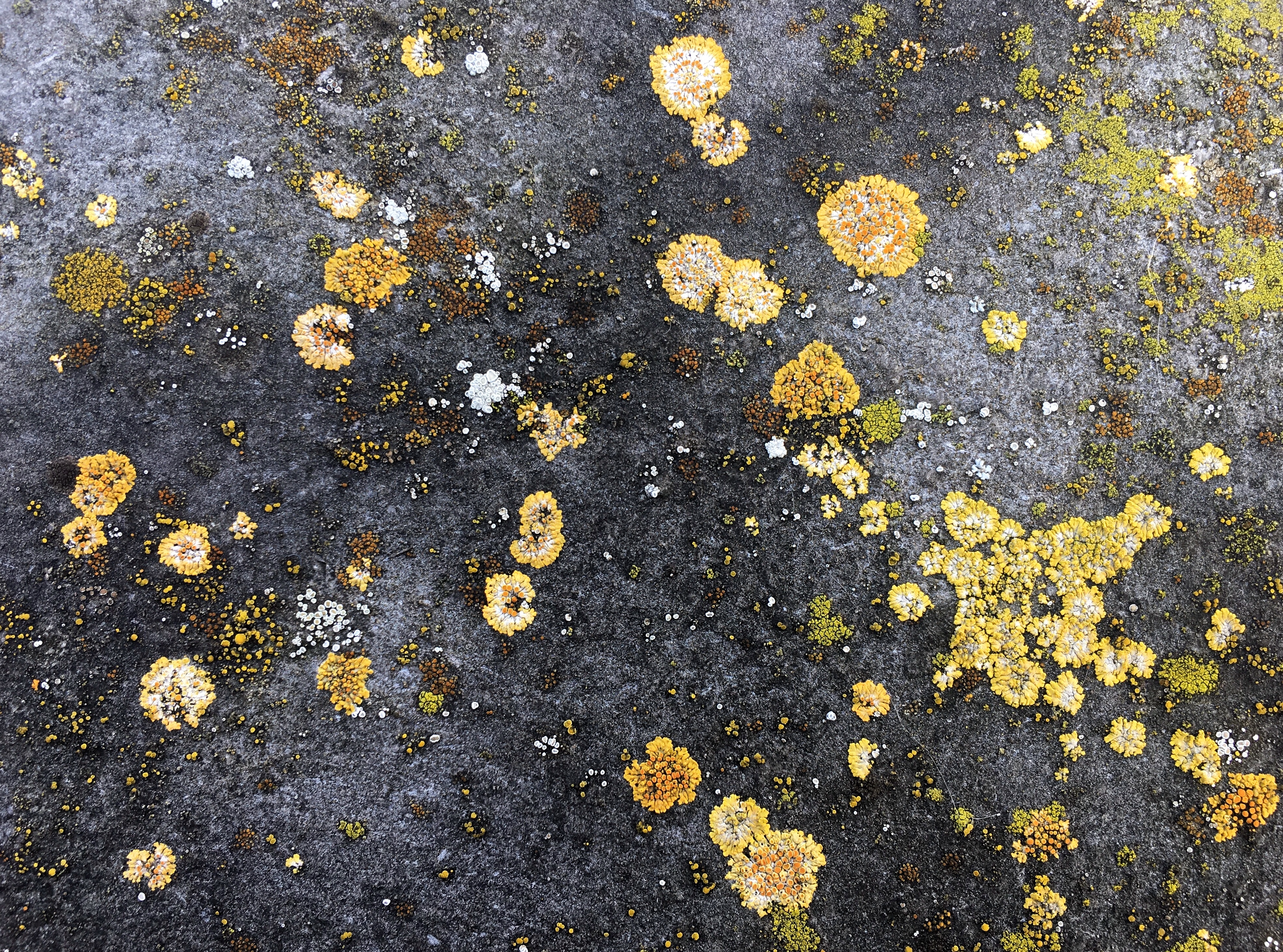
Binnen de sinaasappelkorst-associatie bepalen placodioide korstmossen het aspect.
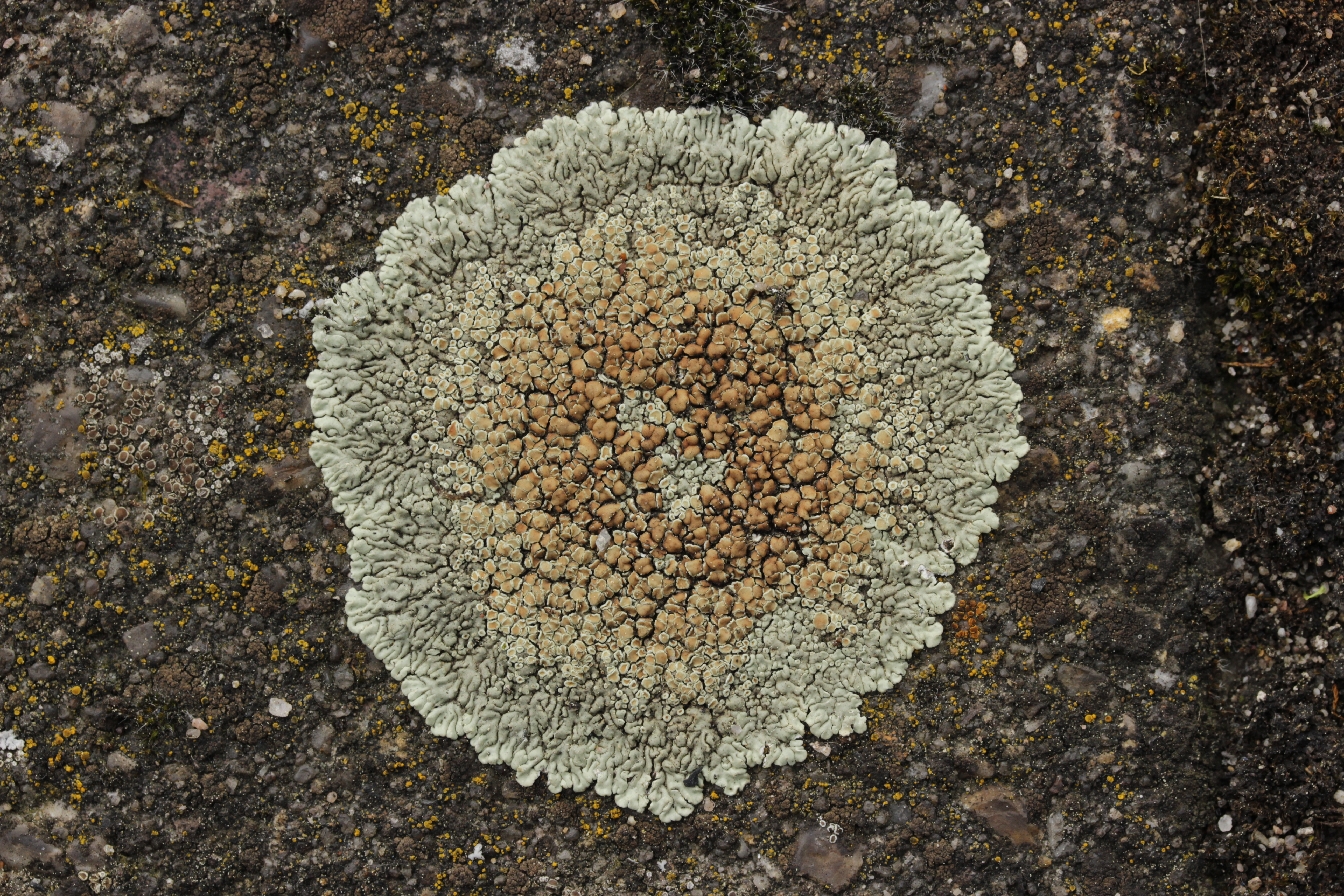
Muurschotelkorst
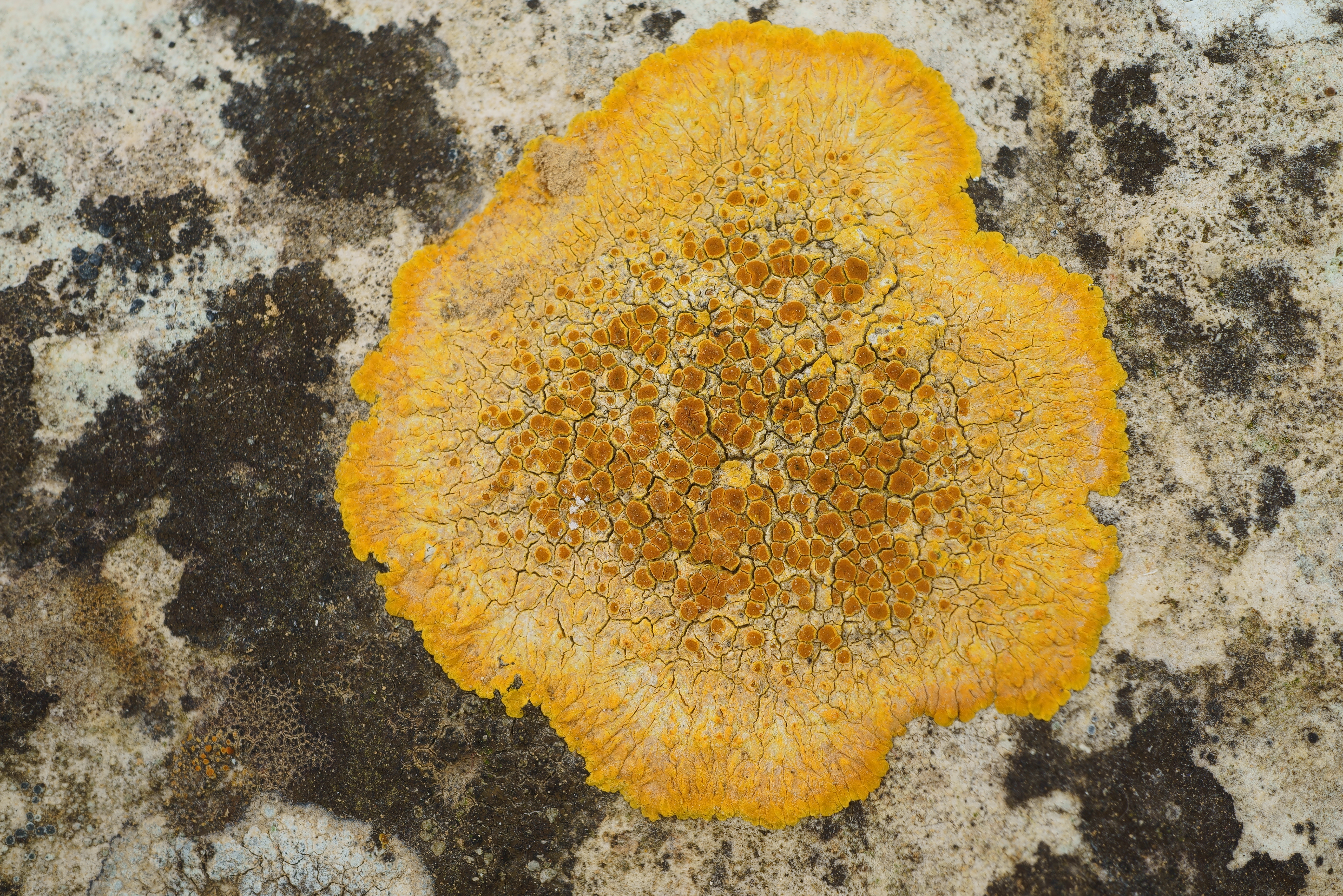
Platte citroenkorst